# 黎宜民
黎宜民（越南语：／；1439年10月—1460年6月6日）又名黎琮，是越南後黎朝第一位廢帝也是第四任皇帝，乃黎太宗的長子。
黎宜民出生時就被冊立為皇太子，但其母楊氏賁因有子為貴而態度驕縱傲慢，黎太宗憤而將楊氏賁廢為庶婦，於是黎宜民也被降封為諒山王。他成年後對其皇太子之位遭到剝奪，而無法繼位為皇帝之事感到非常不滿，並在1459年發動兵變殺其異母弟黎仁宗及宣慈太后阮氏英，自立為皇帝。
但他篡位僅八個月，因聽信讒言，屠戮舊臣，致使人人怒怨。大臣阮熾、丁列等人捕殺黎宜民，貶他為厲德侯（越南语：／），迎立太宗四子平原王黎思誠為帝。